# Oise
Il dipartimento dell'Oise (/waz/, Oése in piccardo) è un dipartimento francese della regione dell'Alta Francia. Il nome del dipartimento deriva dal nome del fiume omonimo che scorre nel suo territorio.
Il territorio del dipartimento confina con i dipartimenti della Somme a nord, dell'Aisne a est, di Senna e Marna (Seine-et-Marne) a sud-est, della Val-d'Oise a sud, dell'Eure a sud-ovest e della Senna Marittima (Seine-Maritime) a nord-ovest.
Le principali città, oltre al capoluogo Beauvais, sono Clermont, Compiègne, Senlis, Creil, Chantilly, Noyon, Méru e Crépy-en-Valois.
Il dipartimento è stato creato dopo la Rivoluzione francese, il 4 marzo del 1790, in applicazione della legge del 22 dicembre del 1789, a partire dalla suddivisione del territorio della provincia dell'Île-de-France.
Il territorio del dipartimento è una delle regioni agricole più importanti della zona vicina a Parigi: il suo sostentamento si basa sullo sfruttamento della coltivazione del grano, delle barbabietole e dei legumi.